# Нагорне (Новосибірська область)
Нагорне (рос. Нагорное) — село у Куйбишевському районі Новосибірської області Російської Федерації.
Входить до складу муніципального утворення Октябрська сільрада. Населення становить 1583 особи (2010).

## Історія
Згідно із законом від 2 червня 2004 року органом місцевого самоврядування є Октябрська сільрада.

## Населення
| 2002 | 2007  | 2010  |
| ---- | ----- | ----- |
| 1474 | ↗1654 | ↘1583 |